# Assedio di Taormina (902)
L'assedio di Taormina del 902 ebbe come esito la conquista della città bizantina di Taormina, nella Sicilia nordorientale, da parte degli Aghlabidi. La campagna militare fu condotta dal deposto emiro aghlabide, Ibrahim II, e promossa come forma di pellegrinaggio armato e di guerra santa. Le truppe di Ibrahim sconfissero la guarnigione bizantina in una intensa battaglia davanti alle mura cittadine, per poi assediare la città. Senza ricevere soccorsi dal governo bizantino, Taormina capitolò il 1º agosto. La popolazione fu massacrata o venduta in schiavitù. La caduta della città, l'ultima importante fortezza isolana rimasta in mano bizantina, sancì di fatto il completamento della conquista islamica della Sicilia, anche se alcune fortezze minori bizantine sull'isola continuarono a resistere fino agli anni sessanta del X secolo.

## Contesto storico
In seguito alla caduta di Siracusa in mano degli Aghlabidi di Ifriqiya nell'878, i territori siciliani sotto il controllo bizantino si erano ridotti alla parte nordorientale dell'isola (la "Val Demone"). Non appena conquistata Siracusa, gli Aghlabidi sferrarono incursioni ripetute contro la Val Demone negli anni ottanta del IX secolo, con alterni successi. Essendo l'unica fortezza importante rimasta in mano bizantina, la città di Taormina e i suoi dintorni era stata uno dei bersagli principali degli attacchi aghlabidi condotti in quel periodo, venendo assaltata nell'879/80, 881/82, 883, 885 e 889. Intorno all'890 le incursioni cessarono, principalmente per lo scoppio di conflitti interni tra i Musulmani in Sicilia, che peraltro nell'898 degenerarono in una aperta guerra civile tra le fazioni araba e berbera dell'esercito aghlabide.
Lo scoppio della guerra civile in Sicilia provocò come reazione l'invio di Abu'l-Abbas Abdallah, figlio dell'emiro aghlabide Ibrahim II, in qualità di governatore dell'isola nel 900. Quando Abu'l-Abbas sbarcò in Sicilia, la lotta tra le fazioni era mutata in uno scontro tra le città di Palermo e Agrigento, di cui non è chiara la natura precisa. Dopo il fallimento delle negoziazioni, Abu'l-Abbas Abdallah marciò su Palermo, espugnandola il 18 settembre 900. Molti ribelli fuggirono dalla città per cercare riparo nella fortezza bizantina di Taormina, con alcuni che raggiunsero addirittura la stessa Costantinopoli. I Bizantini tentarono di trarne vantaggio dalla rivolta, cominciando a radunare truppe a Messina e Reggio, mentre una flotta, sotto il comando di un certo Michele, fu inviata da Costantinopoli. Abu'l-Abbas, tuttavia, non indugiò e, non appena soffocata la rivolta, marciò contro i Bizantini, devastando i dintorni di Taormina e sferrando un fallimentare assedio di Catania prima di tornare a Palermo per svernarvi. Nella primavera successiva, riprese le operazioni assaltando Demona. Per contrastare i preparativi bizantini, le sue armate sbarcarono in Calabria saccheggiando Reggio. Al ritorno in Sicilia, Abu'l-Abbas sconfisse una flotta bizantina catturando trenta navi nemiche.

## Assedio e caduta di Taormina

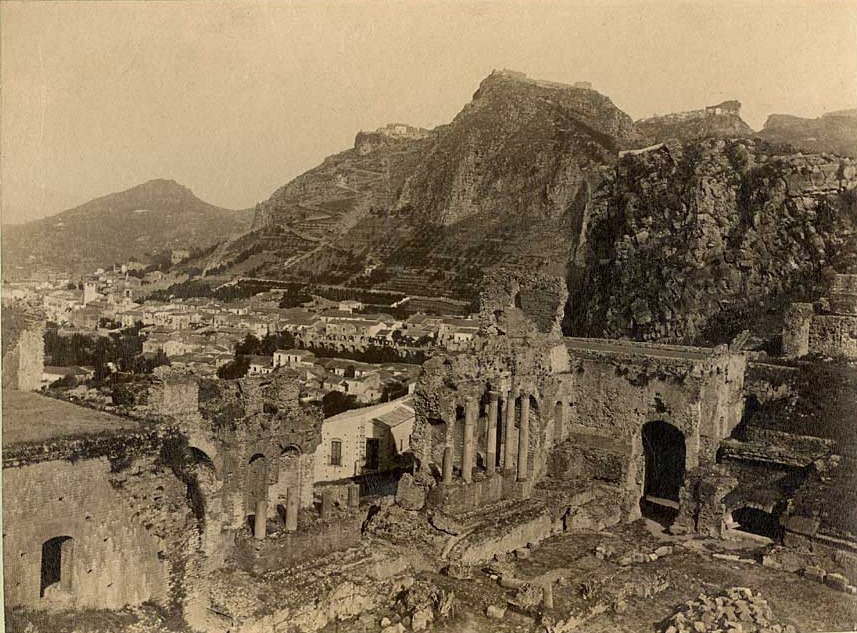
Vista del Castello di Monte Tauro (la cittadella di Taormina) dal teatro antico in rovina della città, foto scattata da Wilhelm von Gloeden intorno al 1890.

Nel 902 l'Emiro Ibrahim II fu costretto ad abdicare dai suoi sudditi, con l'intervento del califfo abbaside al-Mu'tadid. Abu'l-Abbas fu proclamato suo successore, e lasciò la Sicilia per Ifriqiya, affidando il comando delle armate ai due figli. Ibrahim, a sua volta, decise di intraprendere un pellegrinaggio armato e di condurre una guerra santa, con l'intenzione di recarsi alla Mecca dopo aver conquistato le fortezze bizantine in Italia. Indossando gli abiti umili di un asceta, si recò a Sousse, dove dichiarò le proprie intenzioni e cominciò a radunare volontari alla sua causa.
Ibrahim e i suoi seguaci arrivarono a Trapani l'8 luglio, e immediatamente presero di mira Taormina, l'ultima importante fortezza bizantina in Sicilia. I Bizantini avevano ivi raccolto un numero di truppe significativo, sotto il comando del droungarios della Flotta Eustazio, Michele Charaktos (apparentemente lo stesso comandante navale arrivato nel 901 e in quel momento strategos di Calabria), e il comandante di Taormina, il patrikios Costantino Karamallos, che probabilmente ricopriva al contempo anche la carica di strategos di Sikelia. Piuttosto di attendere di essere assediati, i comandanti bizantini condussero le proprie truppe fuori per scontrarsi in campo aperto con i musulmani. Secondo fonti islamiche, la battaglia che seguì fu assai combattuta, e a un certo punto i Bizantini sembravano avere la meglio, quando Ibrahim ordinò di recitare un verso della sura al-Hajj del Corano. Implorando l'intervento divino, entrò nella mischia e i Bizantini furono sconfitti con pesanti perdite. Gran parte delle truppe bizantine superstiti trovarono riparo nella fortezza (odierno Castello di Mola) o si imbarcarono.
Ibrahim assediò immediatamente la città, che capitolò il 1º agosto. La guarnigione fu massacrata insieme a molte donne e fanciulli, mentre il resto della popolazione fu venduta in schiavitù. Il vescovo locale, Procopio, fu portato al cospetto di Ibrahim, che gli intimò di convertirsi all'Islam. Al rifiuto del vescovo, questi fu torturato e decapitato e il suo corpo, insieme a quelli di altri prigionieri giustiziati, fu dato alle fiamme.

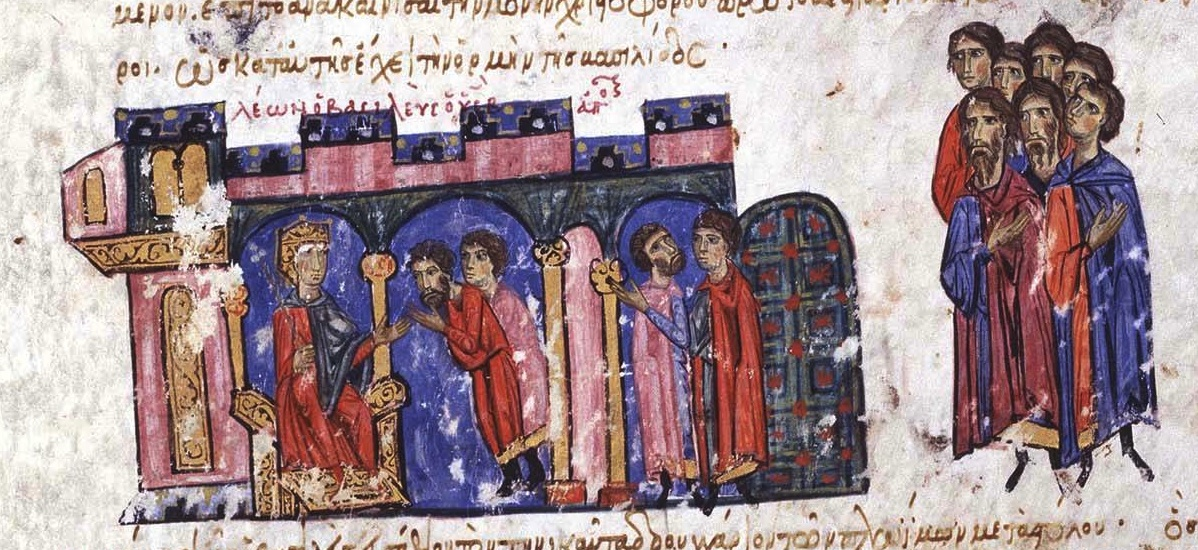
Messageri informano l'imperatore Leone VI degli attacchi arabi (miniatura dallo Scilitze di Madrid)

Secondo una fonte araba, l'imperatore bizantino Leone VI il Saggio pianse la caduta di Taormina rifiutando, in segno di lutto, di indossare la corona per sette giorni, ma le fonti bizantine — segnatamente il Patriarca Nicola Mistico e il Continuatore di Giorgio Amartolo — attribuiscono esplicitamente la perdita di Taormina alla negligenza: per il secondo dei due, la flotta non fu inviata in soccorso della città perché era intenta nel trasporto del materiale necessario per la costruzione di due chiese fatte edificare dall'imperatore a Costantinopoli. La notizia inoltre fece spargere il panico, in quanto cominciò a circolare la voce che Ibrahim intendesse marciare sulla stessa Costantinopoli. I comandanti bizantini riuscirono a fuggire dalla città e a far ritorno a Costantinopoli, ma Michele Charaktos accusò Eustazio e Costantino Karamallos di tradimento. I due furono condannati a morte, ma per intercessione del Patriarca Nicola Mistico la sentenza fu commutata in esilio a vita in un monastero.

## Conseguenze
Ibrahim sfruttò il successo conseguito inviando distaccamenti di saccheggiatori contro numerose fortezze nei dintorni, costringendole o alla capitolazione e distruzione o al pagamento di un tributo. In questo modo Demona, Rometta e Aci furono espugnate o costrette a pagare un tributo in segno di sottomissione. I locali furono incoraggiati a convertirsi all'Islam, ma, qualora avessero evacuato le fortezze e cercato riparo sui monti, le mura furono rase al suolo e i pozzi bloccati con pietre per renderli inabitabili.
Instancabile, Ibrahim sbarcò in Calabria ai primi di settembre, e alla notizia di ciò città distanti come Napoli cominciarono a prepararsi per respingere ogni suo eventuale assalto. Alla fine la sua avanzata si arrestò nel corso dell'assedio di Cosenza, con la morte di Ibrahim per dissenteria il 23 ottobre. Gli abitanti di Cosenza, ignari di ciò, cedettero alle condizioni nemiche. Ciò permise al nipote (abiatico) di Ibrahim, Ziyadat Allah, di terminare con una vittoria simbolica la campagna militare e di far ritorno in Sicilia carico di bottino.
Benché alcune fortezze nella parte nordorientale dell'isola continuassero a rimanere in mani cristiane e a resistere a oltranza, la caduta di Taormina sancì di fatto la fine della Sicilia bizantina, con il consolidamento del controllo musulmano sull'isola. Solo negli anni sessanta del X secolo le ultime enclavi bizantine — tra cui Taormina, nel frattempo ritornata sotto il controllo imperiale — sarebbero state conquistate, per mano dei Fatimidi.